# Cadaveri eccellenti (film)
Cadaveri eccellenti è un film, del 1976, diretto da Francesco Rosi, tratto dal romanzo Il contesto di Leonardo Sciascia (1971), presentato fuori concorso al 29º Festival di Cannes.
Il film è stato selezionato tra i 100 film italiani da salvare.

## Trama
In una regione dell'Italia del sud vengono uccisi alcuni magistrati. Incaricato delle indagini è l'ispettore di polizia Amerigo Rogas, il quale inizialmente indirizza le sue indagini negli ambienti mafiosi e successivamente verso tre persone, tutte giudicate e condannate a una pena detentiva dai magistrati assassinati e poi risultate innocenti, considerando come possibile movente la vendetta.
I delitti iniziano ad avvenire anche nella capitale ed il capo della polizia impone a Rogas di indirizzare le indagini verso i "gruppuscoli" di estrema sinistra, non più da solo ma agli ordini di un commissario della squadra politica. Tuttavia, l'ispettore progressivamente si convince che i delitti possano essere parte di un piano eversivo ordito da organi dello stato, incluso lo stesso capo della polizia. Una volta avutane la certezza, e scoprendo di essere sorvegliato, tenta di informare il segretario del PCI, al quale dà appuntamento in un museo; un killer, appostato sul luogo, uccide entrambi.
In un messaggio al telegiornale, il capo della polizia attribuisce l'uccisione del segretario del partito allo stesso Rogas, che avrebbe dato da tempo segni di squilibrio mentale. I dirigenti del PCI, pur conoscendo la verità, non ne approfittano, poiché giudicano prematura la conquista del potere. Piuttosto, preferiscono accettare la versione ufficiale per evitare scontri di piazza che avrebbero dato il pretesto per un colpo di Stato militare.

## Produzione
In questo film Lino Ventura recitò con la propria voce in italiano.
Parte del film è stata girata in Sicilia, a Palermo (catacombe dei Cappuccini), ad Agrigento (piazza Marconi davanti alla stazione centrale) e a Siculiana (piazza Umberto I). Altre scene sono state girate a Roma (museo napoleonico di palazzo Primoli e palazzo Spada), a Napoli (piazza San Domenico Maggiore, palazzo della Borsa, Museo Archeologico Nazionale, Cimitero di Poggioreale), nel Castello di Baia a Bacoli (NA) e a Lecce (palazzo Tafuri e piazzetta Ignazio Falconieri).

## Accoglienza

### Critica
Il film tratta con molta efficacia e coraggio diversi temi che riflettono la situazione italiana degli anni settanta, i cosiddetti anni di piombo: il potere delle forze occulte e il loro rapporto con lo stato italiano, le tentazioni golpistiche, le rivolte giovanili, la voluta inerzia del PCI che con ogni probabilità di quelle forze occulte era parte integrante. Esso scatenò pure alla sua uscita molte polemiche, soprattutto per la battuta pronunciata nel finale da Florestano Vancini «La verità non è sempre rivoluzionaria», che viene usata da Rosi per denotare l'omertà dell'opposizione di fronte alla corruzione imperante e molto spesso impunita.

## Riconoscimenti
- 1976 – David di Donatello
  - Miglior film
  - Miglior regista a Francesco Rosi